# The Classics
The Classics sono una band doo-wop e rock and roll italoamericana nata a Brooklyn, New York nel 1958.

## Storia
The Classici hanno cantato insieme per la prima volta al liceo; due di loro avevano già cantato in un gruppo chiamato The Del-Rays. Nel 1959, sotto gli auspici del manager Jim Gribble, registrarono il loro primo singolo, Cinderella; il disco entrò nella Bubbling Under Hot 100 all'inizio del 1960. Il successivo, Angel Angela, mancò di poco le classifiche nazionali, e il singolo del 1961 Life Is But a Dream raggiunse le regioni inferiori della classifica R&B Singles quando la Mercury Records lo raccolse per la distribuzione nazionale, ma fu solo quando pubblicarono il singolo Blue Moon con Herb Lance alla voce solista che raggiunsero il numero 50 della classifica.
Il gruppo firmò con la Musicnote Records nel 1963 e pubblicò "Till Then", che divenne il loro più grande successo, raggiungendo la posizione #20 nelle classifiche pop e #7 AC.
Il gruppo è ricordato soprattutto per le sue ballate, ma anche per le personali versioni di standard pop degli anni '20 e '30. Hanno cambiato spesso etichetta nel corso della loro carriera e si sono separati intorno al 1966. Il membro Emil Stucchio ha ripreso il nome per fare tournée negli anni '70 e di nuovo negli anni '90 e 2000. Negli anni '90, il gruppo era composto da Stuccio, l'ex Mystic Al Contrera, Scott LaChance e Michael Paquette. Più tardi fu Stuccio, Contrera, LaChance e Teresa McClean. LaChance in seguito lasciò il gruppo.

## Formazione
- Emil Stucchio
- Tony Victor
- Johnny Gambale
- Jamie Troy

## Discografia

### Singoli
| anno | Titolo                            | Posizione in classifica positions | Posizione in classifica positions | Posizione in classifica positions | Etichetta | Lato B                         |
| anno | Titolo                            | US Pop                            | US AC                             | US R&B                            | Etichetta | Lato B                         |
| ---- | --------------------------------- | --------------------------------- | --------------------------------- | --------------------------------- | --------- | ------------------------------ |
| 1960 | "Cinderella"                      | 109                               | —                                 | —                                 | Dart      | "So in Love"                   |
| 1961 | "Life Is but a Dream, Sweetheart" | 109                               | —                                 | 27                                | Mercury   | "That's the Way"               |
| 1963 | "Till Then"                       | 20                                | 7                                 | —                                 | Musicnote | "Enie Minie Mo"                |
| 1963 | "P.S. I Love You"                 | 120                               | —                                 | —                                 | Musicnote | "Wrap Your Troubles in Dreams" |
| 1964 | "You'll Never Know"               | —                                 | —                                 | —                                 | Stork     | "Dancing With You"             |
| 1965 | "Over the Weekend"                | —                                 | —                                 | —                                 | Josie     | "Dancing With You"             |